# Andevoranto
Andevoranto is een plaats en gemeente in het oosten van Madagaskar, behorend tot het district Brickaville, dat gelegen is in de regio Atsinanana. Tijdens een volkstelling in 2001 telde de plaats 12.000 inwoners.
- Bibliothèque nationale de France: cb12286791z (data)
- Library of Congress Control Number: n85331458
- Nationale Bibliotheek van Israël: 987007560159305171
- Virtual International Authority File: 153680988